# Finlandia na Letnich Igrzyskach Olimpijskich 1948
Finlandię na Letnich Igrzyskach Olimpijskich 1948 reprezentowało 129 zawodników, 123 mężczyzn i 6 kobiet.

## Zdobyte medale
| Medal  | Zawodnik | Dyscyplina    | Konkurencja                       |
| ------ | --- | ------------- | --------------------------------- |
| Złoto  | Tapio Rautavaara | Lekkoatletyka | Rzut oszczepem                    |
| Złoto  | Veikko Huhtanen | Gimnastyka    | Wielobój indywidualnie            |
| Złoto  | Veikko Huhtanen | Gimnastyka    | Koń z łękami                      |
| Złoto  | Paavo Aaltonen | Gimnastyka    | Skok                              |
| Złoto  | Paavo Aaltonen | Gimnastyka    | Koń z łękami                      |
| Złoto  | Heikki Savolainen | Gimnastyka    | Koń z łękami                      |
| Złoto  | Veikko Huhtanen Paavo Aaltonen Heikki Savolainen Olavi Rove Kalevi Laitinen Einari Teräsvirta Aleksanteri Saarvala Sulo Salmi | Gimnastyka    | Wielobój drużynowo                |
| Złoto  | Lennart Viitala | Zapasy        | Waga musza w stylu wolnym         |
| Srebro | Erkki Kataja | Lekkoatletyka | Skok o tyczce                     |
| Srebro | Kaisa Parviainen | Lekkoatletyka | Rzut oszczepem                    |
| Srebro | Kurt Wires | Kajakarstwo   | K-1 10 000 m                      |
| Srebro | Olavi Rove | Gimnastyka    | Skok                              |
| Srebro | Veikko Huhtanen | Gimnastyka    | Poręcze                           |
| Srebro | Pauli Aapeli Janhonen | Strzelectwo   | Karabin dowolny 3 postawy 300 m   |
| Srebro | Kaelpo Gröndahl | Zapasy        | Waga półciężka w stylu klasycznym |
| Brąz   | Thor Axelsson Nils Björklöf                                                                                                   | Kajakarstwo   | K-2 1 000 m                       |
| Brąz   | Thor Axelsson Nils Björklöf                                                                                                   | Kajakarstwo   | K-2 10 000 m                      |
| Brąz   | Veikko Huhtanen | Gimnastyka    | Drążek                            |
| Brąz   | Paavo Aaltonen | Gimnastyka    | Wielobój indywidualnie            |
| Brąz   | Reino Kangasmaki | Zapasy        | Waga musza w stylu klasycznym     |